# ميخائيل ستيفنسون
ميخائيل ستيفنسون (بالإنجليزية: Michael Stephenson)‏ هو مخرج وممثل أمريكي، ولد في 28 فبراير 1978 في الولايات المتحدة.

## وصلات خارجية
- ميخائيل ستيفنسون على موقع IMDb (الإنجليزية)
- ميخائيل ستيفنسون على موقع ألو سيني (الفرنسية)
- ميخائيل ستيفنسون على موقع أول موفي (الإنجليزية)
- ميخائيل ستيفنسون على موقع قاعدة بيانات الفيلم (الإنجليزية)
- ميخائيل ستيفنسون على موقع كينوبويسك (الروسية)